# Городское поселение Кандалакша
Городско́е поселе́ние Кандала́кша — муниципальное образование в составе Кандалакшского района Мурманской области России. Административный центр — город Кандалакша.

## Описание
Муниципальное образование городское поселение Кандалакша наделено законом Мурманской области от 27 декабря 2005 года, с последующими уточнениями и дополнениями, принятыми 21 марта 2006 года.
На территории поселения находится озеро Средний Валас.

## Состав
В состав городского поселения входят 9 населённых пунктов.
| № | Населённый пункт | Тип населённого пункта        | Население      |
| - | ---------------- | ----------------------------- | -------------- |
| 1 | Кандалакша       | город, административный центр | ↘28 438 (2023) |
| 2 | Белое Море       | населённый пункт              | ↘660 (2010)    |
| 3 | Колвица          | село                          | →9 (2010)      |
| 4 | Лувеньга         | село                          | ↘575 (2010)    |
| 5 | Нивский          | населённый пункт              | ↘1043 (2010)   |
| 6 | Пинозеро         | станция                       | ↘149 (2010)    |
| 7 | Проливы          | станция                       | ↘42 (2010)     |
| 8 | Ручьи            | станция                       | ↘1 (2010)      |
| 9 | Федосеевка       | село                          | ↘3 (2010)      |

## Население
| 2010    | 2012    | 2013    | 2014    | 2015    | 2016    | 2017    |
| ------- | ------- | ------- | ------- | ------- | ------- | ------- |
| 38 136  | ↘37 042 | ↘36 449 | ↘35 763 | ↘35 122 | ↘34 719 | ↘34 120 |
| 2018    | 2019    | 2020    | 2021    | 2023    |         |         |
| ↘33 383 | ↘32 573 | ↘32 366 | ↘30 894 | ↘30 129 |         |         |

Численность населения, проживающего на территории населённого пункта, по данным Всероссийской переписи населения 2010 года составляет 38136 человек, из них 17353 мужчин (45,5 %) и 20783 женщин (54,5 %).

## Расположение
Городское поселение находится в южной части Мурманской области в северо-восточной части Кандалакшского района. Северная часть поселения лежит на Кольском полуострове, южная — на материке. На севере муниципальное образование граничит с городскими округами Апатиты и Полярные Зори, на юге — с городским поселением Зеленоборский и сельским поселением Зареченск, на западе — с сельским поселением Алакуртти и Ковдорским районом, на востоке — с городским поселением Умба.
Расстояние от административного центра до Мурманска составляет около 200 километров.
На юго-востоке муниципальное образование граничит с Кандалакшским заливом. В состав поселения входят также и расположенные в северной части залива острова.

## Местное самоуправление
Главы муниципального образования
- Александр Григорьевич Богданов

Главы администрации
- Андрей Николаевич Иванов
- Елена Владимировна Ковальчук

## Экономика
Основа экономики муниципального образования — цветная металлургия и электроэнергетика, железнодорожный и морской транспорт. Среди основных предприятий поселения — ОАО «СУАЛ „КАЗ-СУАЛ“», Кандалакшский торговый порт, ООО «Морской торговый порт Витино», Каскад Нивских ГЭС, ж-д транспортный узел, ОАО «Рыбоконсервный завод», Кандалакшский хлебозавод, ОАО «Хлебопек», ЗАО «Вирма», сельскохозяйственное предприятие СПМУ «Нивский».

## Образование и культура
Образовательная система представлена 18 дошкольными образовательными учреждениями, 11 средними школами, специальной школой-интернатом, двумя детскими домами, двумя музыкальными и одной художественной школой, детско-юношеской спортивной школой и специализированной школой олимпийского резерва.
В административном центре находится городской культурный центр «Нива» и дом культуры «Металлург», сельские дома культуры действуют в посёлке Белое море, станции Проливы и в селе Лувеньга. Библиотеки функционируют в Кандалакше, Белом море, Нивском, Лувеньге, Пинозеро и в Проливах.

## Галерея

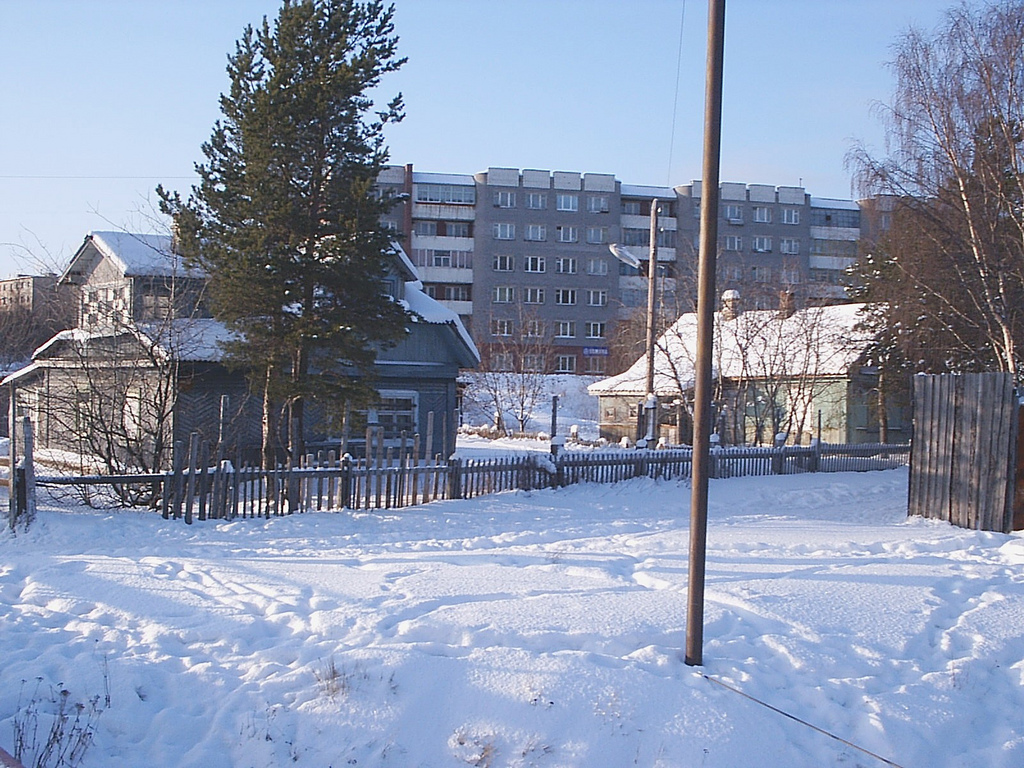
Кандалакша. Вид города
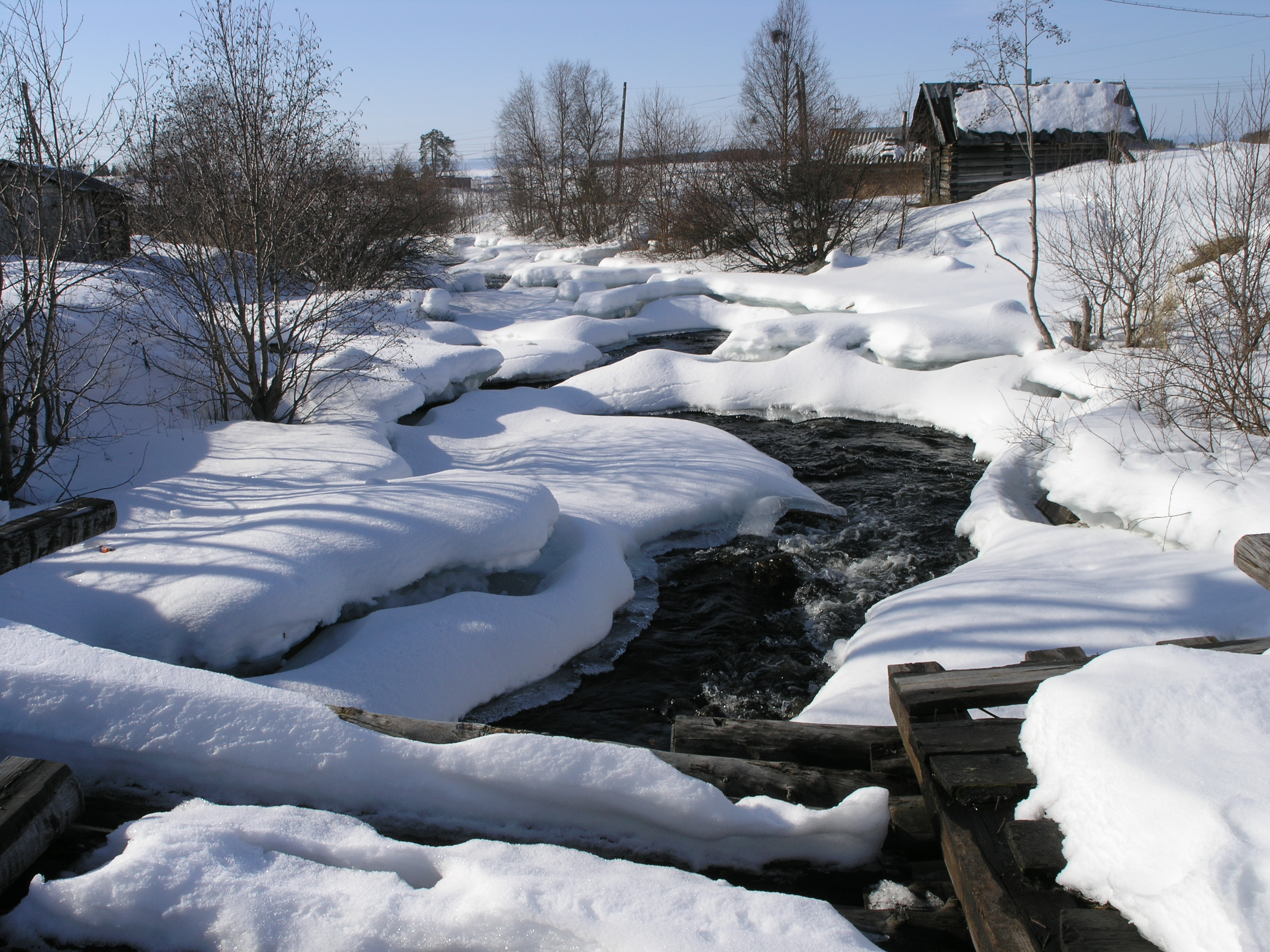
Лувеньга. Мост в селе
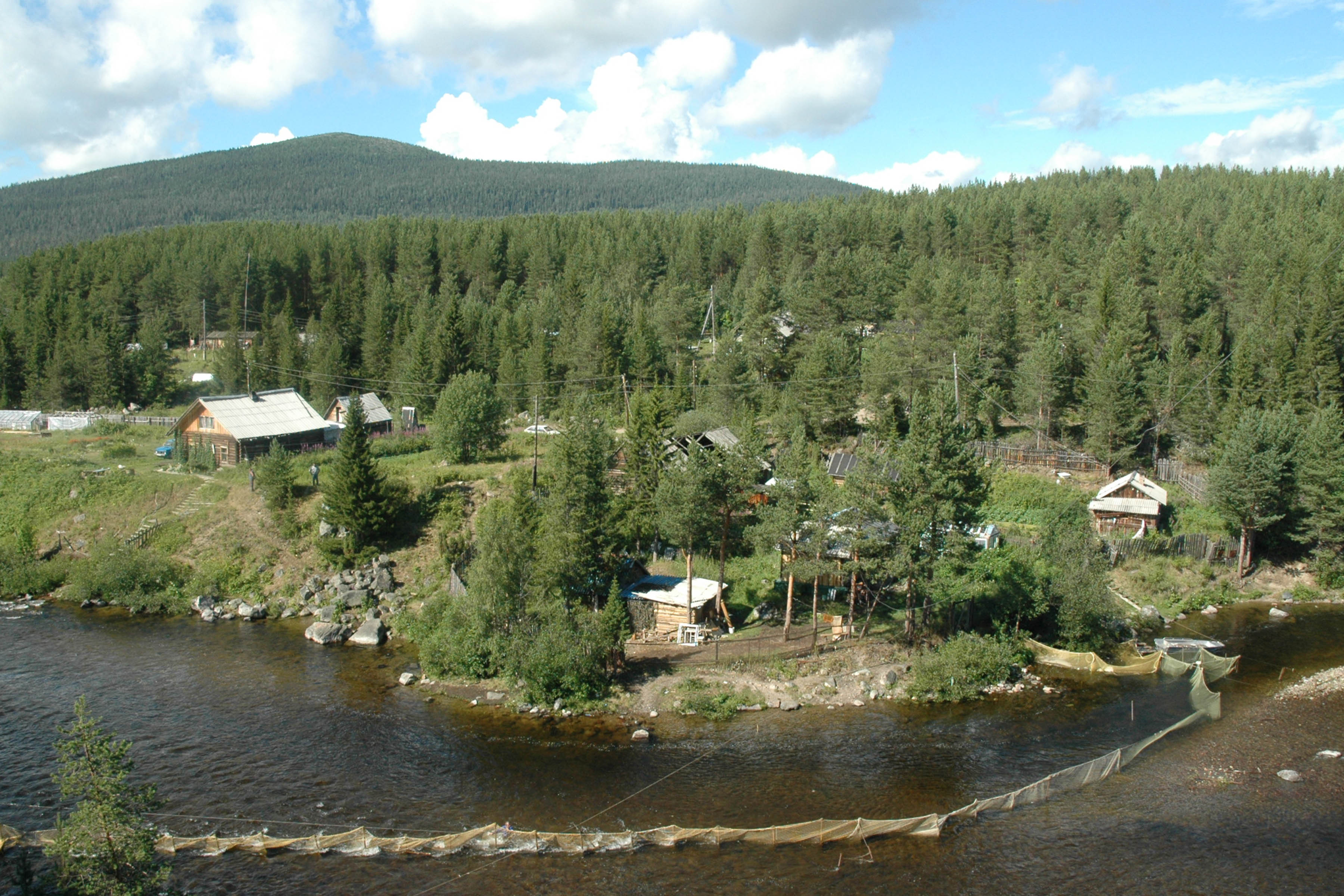
Колвица. Вид с реки

## Источник
- Карта и информация муниципального образования на сайте администрации Мурманской области